# Нижній Чулим
Нижній Чулим (рос. Нижний Чулым) — село у Здвінському районі Новосибірської області Російської Федерації.
Входить до складу муніципального утворення Нижньочулимська сільрада. Населення становить 882 особи (2010).

## Історія
Згідно із законом від 2 червня 2004 року органом місцевого самоврядування є Нижньочулимська сільрада.

## Населення
| 2002 | 2007 | 2010 |
| ---- | ---- | ---- |
| 984  | ↘863 | ↗882 |

## Відомі особистості
В поселенні народився:
- Колосов Валентин Осипович (1928—2004) — український художник.